# Charmes-Saint-Valbert
Charmes-Saint-Valbert è un comune francese di 51 abitanti situato nel dipartimento dell'Alta Saona nella regione della Borgogna-Franca Contea.

## Società

### Evoluzione demografica
Abitanti censiti